# Acmella nana
Acmella nana ist eine landlebende Schneckenart aus der Familie der Assimineidae, die zu den Caenogastropoda gerechnet wird. Mit einer Gehäusehöhe von 0,60 bis 0,79 mm ist sie die derzeit (2015) kleinste auf dem Land lebende Schnecke. Sie ist bisher nur durch Leergehäuse bekannt.

## Merkmale
Die konischen, rechtsgewundenen und sehr kleinen Gehäuse sind 0,60 bis 0,79 mm hoch und 0,50 bis 0,60 mm breit, mit einem Höhen-/Breiten-Index von 1,00 bis 1,35. Die Außenlinie ist gerade bis leicht nach außen gewölbt. Der Apex ist stumpf gewinkelt. Die Gehäuse weisen 2 7/8 bis 3 7/8 mäßig konvex gewölbte Windungen auf, die gelegentlich auch leicht geschultert sind. Die Mündung ist in der Aufsicht eiförmig mit einem geringfügig konkaven bis leicht konvexen Parietalrand. Der Übergang des Parietalrandes zum Basalrand ist gerundet bis leicht stumpf gewinkelt. Die Mündungsebene steht schräg zur Windungsachse und springt am Basalrand zurück. Die Windungshöhe variiert von 0,30 bis 0,37 mm, die Windungsbreite von 0,26 bis 0,30 mm. Der Mündungsrand ist an der Windungsaußenseite nur leicht umgeschlagen und verdickt; der Umschlag nimmt zum Spindelrand zu. Der Nabel ist offen und sehr eng.
Die weißliche Schale ist dünn und durchscheinend, die Oberfläche ist glänzend. Auf der Oberfläche ist eine deutliche Spiralskulptur vorhanden, die sich gelegentlich mit schwachen, radialen Anwachsstreifen kreuzt. Die Anwachsstreifen können in unregelmäßigen Intervallen auch etwas kräftiger ausgebildet sein. Die spiralen Linien sind dicht gedrängt in regelmäßigen Abständen, voneinander abgesetzt durch schmale Längsgruben.
Die Art ist nur von leeren Gehäusen bekannt.

### Ähnliche Arten
Acmella nana ähnelt stark der Art Acmella caelata Vermeulen & Junau, 2007 von Sarawak, deren Gehäuse jedoch deutlich breiter ist (0,7 mm in Acmella caelata zu 0,50 bis 0,60 mm in Acmella nana). Das Gehäuse von Acmella caelata ist deutlich höher bzw. größer (bei 3 1/8 bis 3 3/8 Windungen ist Acmella caelata 0,80 bis 0,95 mm hoch gegen 0,60 bis 0,75 mm bei Acmella nana).
Acmella ovoidea ist ebenfalls größer und hat ein etwas weiteres Gewinde, wenn juvenile Exemplare von gleicher Größe mit erwachsenen Exemplaren von Acmella nana verglichen werden. Acmella nana hat außerdem eine kräftigere Spiralskulptur.

## Geographische Verbreitung und Lebensraum
Acmella nana ist endemisch auf Borneo. In Sabah kommt sie im Tal des Pinangah bei Batu Urun (= Bukit Sinobang), im Tal des Sepulut bei Gua Pungiton und Gua Sanaron in der Interior Division sowie im Tal des Kinabatangan bei den Gomantong-Höhlen, 30 km südlich von Sandakan im Sandakan Distrikt vor. Weitere Fundorte liegen in Sarawak und in Ost-Kalimantan (Malaysia).
Die Art wurde in (bereits gestörten) ursprünglichen tropischen Wäldern auf kalkigem Untergrund von Meereshöhe bis in 500 Meter über dem Meeresspiegel gefunden. Da die Gehäuse aus Erdproben gewonnen wurden, lässt sich über das genaue Habitat und die Lebensweise der Art bisher nichts aussagen.

## Taxonomie
Das Taxon wurde im November 2015 von Jaap J. Vermeulen, Thor-Seng Liew und Menno Schilthuizen publiziert. Der Holotyp stammt aus einer Erdprobe, die Vermeulen in einer mit Erde gefüllten Spalte im Westteil eines Steinbruchs bei den Niah-Höhlen im Miri-Distrikt in Sarawak gesammelt hatte. Er wird im Naturalis, dem Naturkundemuseum der Niederlande, unter der Nummer RMNH.5003950 aufbewahrt. Der Artname nana stammt aus dem Lateinischen nanus für „Zwerg“ und deutet auf die geringe Gehäusegröße hin.

## Rezeption in der Presse
Sofort nach der Veröffentlichung (2. November 2015) griff die Presse die Neuigkeit auf. Die neue Art „schaffte“ es sogar noch am selben oder folgenden Tag auf die Internetseiten von CBS News, International Business News, Newsweek, Sci-News, oder Washington Post, um nur einige Internetseiten zu nennen. Allerdings schießen die Überschriften z. T. über das Ziel hinaus (... die kleinste Schnecke der Welt ...), denn die bisher kleinste Schnecke der Welt Ammonicera minortalis Rolán, 1992 ist eine Meeresschnecke mit einer Gehäusehöhe von nur 0,32 bis 0,46 mm. Wired.de (Forscher entdecken auf Borneo die kleinste Schnecke der Welt) bildet statt Acmella nana die bisher kleinste Landschnecke Angustopila dominikae ab.

## Belege